# Tom Dice
Tom Dice (født Tom Eeckhout; 25. november 1989 i Eeklo) er en flamsk sanger og sangskriver, der blev toer på den flamske version af X Factor i 2008.

## Eurovision Song Contest 2010
Den 25. november 2009, blev Tom valgt af det flamske tv-selskab Vlaamse Radio-en Televisieomroep (VRT) til at repræsentere Belgien i Eurovision Song Contest 2010 i Oslo, Norge. 